# 学生自治会連合会 (フランス 2019)
学生自治会連合会（がくせいじちかいれんごうかい、仏: Fédération syndicale étudiante、略称: FSE）は2019年5月22日に発足したフランスの学生自治会である。
協同組合主義に対抗する、闘争的組合主義と具体的でかつ有用性のある積極行動主義を主張している。

## 党史
2019年5月18日,主に統一及び組合行動派（TUAS）と、国民多数派（TMN）の一部からなる86人の全仏学生連盟（UNEF）の党員が、「UNEFへの同志たちへの書簡」内でUNEFからの脱退を表明した, , 。彼らは、現UNEFが本質的に「選挙主義的」な活動を行っていると同時に「官僚的」機能を果たしており、これが社会闘争に損害を与えていると批判している。
UNEFでは、TUASが2017年の第84回大会で25.4％の票を獲得したが、党員の数との関係でこの数字の代表性に異議がある。ただ、FSEの創設者たちは、「UNEFの党員の半分以上」が同連盟を去ると主張しており、また中央書記局のメンバーも9人（TUASから7人、TMNから2人）がFSEへと分離した。
彼らは、学生の連帯が「学生闘争の一環として組合的なアプローチをとっている」ことを認めた上で、しかしその自主管理運営によって自身らの目的の達成が「妨げられる」だろうがためにこれにに合流することを選択せず、新しい学生自治会組織を創設したいという願望を表明する。
5月22日に「学生自治会連合会」の設立が発表され、6月22日と23日にボルドーで設立大会が開催され、約100人の代表が出席した。
第2回大会は2021年11月26日から29日まで開催された。選挙戦略の見直しが行われ、同会は「共同管理」に対する批判を再確認し、「学生副会長職」の獲得による教育機関の経営への参加や国立大学・高等教育センター（CNOUS）および高等教育・研究審議会（CNESER）の全国代表を通じた公的資金の投入を拒否する方針を打ち出した。

## 行動
2019年11月8日、リヨンのCROUSの前で学生が焼身自殺し、自身の置かれている不安定な状況と政府の責任を糾弾したことを受けて、翌週、FSEは不安定就業に反対する学生に動員を呼びかけ、多くの集会、大学封鎖、デモに参加した。
2020年のコロナ禍の際、FSEは、ロックダウンにより困難な状況にある学生を積極的に支援するために行動を起こした。同会は学生への食糧配給を行うとともに、ロックダウン期間中の若者の社会状況に関する証言を集め、学生たちが自分たちの状況や学業の将来への不安を語る短い映像を公開し、政府と大学による状況管理の拙さを非難している。

## 代議員
2019年、FSEは、CNESERに2名の選出委員を擁する学生代表組織ロルタナティブ(L'Alternative)のメンバーであった。2021年6月のCNESER選挙以降は、ロルタナティブおよび学生の連帯とともに、全国レベルで2名の選出議員を擁する独自の代表組織であった。
2019年以降、FSEの創設にUNEFから選出された2人の代表委員が参加したことから、ESEはCNOUSの代表委員も務めることになった。2022年には、ロルタナティブおよび学生の連帯との新たな同盟が理事会の2議席を獲得する予定である, 。

### 全国学生選挙結果の詳細

#### 高等教育・研究審議会（CNESER）
| 年   | 得票数 | %    | 議席数 | 順位 | 備考                                             |
| ---- | ------ | ---- | ------ | ---- | ------------------------------------------------ |
| 2021 | 233    | 17,2 | 2 / 11 | 2位  | 学生の連帯及びロルタナティブとの統一名簿である。 |
| 2023 |        |      |        |      | 同会は名簿掲載せず。                             |

#### 国立大学・高等教育センター理事会（CNOUS理事会）
| 年   | 得票数 | %     | 議席数 | 順位 | 備考 |
| ---- | ------ | ----- | ------ | ---- | --- |
| 2022 | 36     | 20,45 | 2 / 8  | 3位  | 学生の連帯及びロルタナティブとの統一名簿であった。獲得した2議席のうち、実際にFSEが獲得したのは1議席のみ。 |
| 2024 |        |       |        |      | 同会は名簿掲載せず。                                                                                      |